# Aethopyga eximia
Beija-flor-de-flancos-brancos ou nectarínia-de-flancos-brancos (Aethopyga eximia) é uma espécie de ave da família Nectariniidae.
É endémica da Indonésia.
Os seus habitats naturais são: regiões subtropicais ou tropicais húmidas de alta altitude.